# Phractura intermedia
Phractura intermedia és una espècie de peix de la família dels amfílids i de l'ordre dels siluriformes.

## Morfologia
Els mascles poden assolir els 9,5 cm de llargària total.

## Distribució geogràfica
Es troba a Àfrica: rius costaners des del riu Nyong (Camerun) fins al riu Kouilou.